# Saint-Joseph (Martinica)
Saint-Joseph es una comuna de Francia situada la zona central del departamento insular antillano de Martinica.

## Características generales
La comuna fue creada oficialmente el 24 de marzo de 1888, respondiendo a las necesidades de una población existente desde 1862, que hasta ese entonces dependió de Le Lamentin.
Cuenta con una población de 17.107 habitantes y un área de 23,46 km². La localidad se encuentra en la prefectura de Fort-de-France. Algunos de sus barrios son Durand, Belle Étoile, Bambous du champ, Chapelle, Sérail, Morne des Olives, Gondeau-st joseph, la Choco, Bois Neuf, Bois du parc, Rosière, Rivière monsieur y Séailles.

## Demografía
Es imprescindible especificar la fuente de los datos.
Para ello, usa el parámetro "fuente".
Para más información, consulta Plantilla:Evolución demográfica/doc.

## Deporte
- Golden Lion FC